# Magnus II de Saxe-Lauenbourg
Magnus II est un prince de la maison d'Ascanie né en 1543 et mort le 14 mai 1603. Il règne sur le duché de Saxe-Lauenbourg de 1571 à 1573.

## Biographie
Magnus II est l'aîné des fils survivants du duc François Ier de Saxe-Lauenbourg et de son épouse Sibylle de Saxe. Son père abdique en sa faveur en 1571, espérant que la dot de son épouse, la princesse Sophie de Suède, permettra de régler les lourdes dettes du duché. Une fois au pouvoir, Magnus n'emploie pas sa fortune à cette fin, bien au contraire : il continue à hypothéquer les domaines de sa famille. L'opposition au nouveau duc croît tant et si bien que François reprend le pouvoir en 1573. Magnus tente de reconquérir le duché par la force, mais il est vaincu et doit s'enfuir en Suède.
Alcoolique et violent, Magnus ne tarde pas à se rendre haïssable, et son beau-frère le roi Jean III le chasse de Suède en 1578. Après la mort du duc François Ier, son fils et successeur François II parvient à capturer Magnus en 1588. Il meurt prisonnier au château de Ratzebourg en 1603.

## Mariage et descendance
Le 4 juillet 1568, Magnus II épouse la princesse Sophie Vasa de Suède (29 octobre 1547 – 17 mars 1611), fille du roi de Suède Gustave Ier Vasa. Ils ont un fils :
- Gustave (en) (31 août 1570 – 11 novembre 1597).